# ادوبی فری‌هند

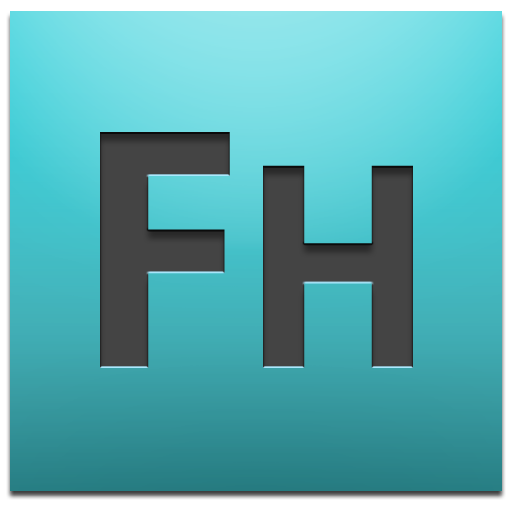
نشان‌واره نرم‌افزار ادوبی فری هند

ادوبی فری‌هند (به انگلیسی: Adobe FreeHand) (قبلاً ماکرومدیا فری دستگرد و آلدوس دستگرد ) ویرایشگر گرافیک برداری برای ترسیم اشکال دوبعدی برداری (استفاده از اشکال هندسی اصلی مانند نقطه، خط، منحنی و چندضلعی برای ساختن تصاویر) بود که بیشتر در نشر رومیزی حرفه‌ای کاربرد داشت. این برنامه برای دو سکوی مکینتاش و ویندوز در دسترس بود.
این برنامه از جهت کاربرد و محیط کاربری و کاربران بسیار شبیه  ایلاستریتور (Adobe Illustrator) بود. آلتسیس (Altsys) سازنده آن بود که امتیاز آن را به آلدوس (Aldus) واگذار کرد. از نسخه ۱ تا ۴ پس از ادغام آلدوس با شرکت ادوبی به خاطر شباهت فری‌هند با ایلوستریتور ادوبی آن را به آلتسیس برگرداند. سپس ماکرومدیا آلتسیس را خرید و نسخه ۵ و ۵.۵ (فقط ویژهٔ سیستم‌عامل مکینتاش) و نسخه‌های بعدی تا ۱۱ را منتشر کرد. در سال ۲۰۰۵ ادوبی ماکرومدیا را خرید و دوباره فری‌هند به ادوبی بازگردانده شد.
فری‌هند برنامه‌ای منعطف برای طراحی صفحات (به ویژه از نسخه ۴ که امکان کار با چند صفحه در یک پرونده به آن اضافه شد) همراه با امکانات گسترده برای ساخت اشکال برداری برای چاپ و صفحات وب بود.

## سرنوشت فری‌هند
ماکرومدیا از سال ۲۰۰۴ دیگر نسخهٔ جدیدی از این برنامه ارائه نکرد. عده‌ای دلیل آن را توانایی زیاد فایرورکس (FireWorks دیگر برنامه ماکرومدیا) در انجام کارهای مشابه فری‌هند دانستند.
پس از مالکیت ادوبی با توجه به توانایی و شباهت ایلاستریتور تردیدهایی برای ارائه نسخه جدید از سوی ادوبی وجود داشت. با این حال ادوبی گفت که این برنامه را متناسب با نیازهای مشتریانش توسعه خواهد داد.
در ۱۵ مه ۲۰۰۷ شرکت ادوبی به‌طور رسمی اعلام کرد که دیگر این برنامه را توسعه نخواهد داد و به راهکارهای تبدیل و کمک کاربران برای استفاده از نرم‌افزار ایلاستریتور خواهد پرداخت.